# Audio Visual Experience
Juno Reactor Live - Audio Visual Experience – koncertowe wydawnictwo muzyczne (DVD) brytyjskiego zespołu Juno Reactor wydane w sierpniu 2007 roku w Japonii przez wytwórnię DigiSonic. Jest to zapis audiowizualny koncertu zespołu, który miał miejsce 7 października 2006 r. w Shinagawa Stella Ball (Tokio). Utwory znajdujące się na albumie należą do nurtu muzyki psychedelic trance oraz goa trance.

## Lista utworów
1. Conquistador 1
2. Conquistador 2
3. Giant
4. War Dogs
5. City of the Sinful
6. Mutant Message
7. Hotaka
8. Pistolero
9. Conga Fury
10. Ras Buddha
11. Zwara
12. Masters of the Universe
13. Angels And Men